# 이니셜 D (영화)
《이니셜 D》(중국어: 頭文字 D, 영어: Initial D)는 2005년 개봉한 홍콩의 카레이싱 액션 영화로, 시게노 슈이치의 동명 일본 만화를 영화화한 것이다. 영화 무간도 시리즈를 연출한 마이자오후이, 류웨이창 감독과 제작진이 중심이 되어, 아시아 각국에서 캐스팅을 모집하였다. 한때 대한민국에서 이효리를 모기 나츠키 역으로 캐스팅한다는 말도 있었다. 촬영은 전부 원작의 무대인 일본 시가네현의 폐쇄된 산에서 이루어졌으며, 베네치아 영화제에 초청되기도 했다. 내용은 애니메이션 1st~2nd stage에 해당되는 범위를 다루었으나, 일부 인물 관계가 원작과 위화감이 심하다. (분타가 여자 밝히는 술주정뱅이라거나, 이츠키가 주유소 사장 아들이라거나, 엠페러 멤버인 스도 쿄우치는 폭주족이라거나. 다카하시 케이스케는 아예 나오지도 않는다) 실사판 영화에는 유로비트계 음악은 삽입되지 않았다. 유로비트계 가요라면 단지 일본 AAA의 Blood On Fire만 등장했다.

## 줄거리
후지와라 타쿠미는 두부를 아버지 분타의 토요타 스프린터 트레노AE86로 아키나 산의 리조트로 배달하는 고등학생이다. 그는 또한 주유소에서 시간제 근무를 하는데, 그곳에서 그의 친구이자 주인 아들인 이츠키는 고등학교 중퇴생으로 스트리트 레이서가 되기를 열망한다. 매력적인 반 친구 모기 나츠키는 타쿠미 옆을 지나갈 때 미소를 짓지만, 그녀는 원조교제를 비밀리에 하고 있는 메르세데스-벤츠 S 클래스를 모는 스폰서(은어)의 에스코트이다.
나이트키즈의 타케시 나카자토는 닛산 스카이라인 GT-R VSpec II R32를 운전하고, 레드선즈의 다카하시 료스케는 마쓰다 사반나 RX-7 타입-R FC를 운전하며 아키나에서 경쟁자들을 물리친 후 서로 경주하는 것에 대해 이야기한다. 타케시가 아키나 산의 레이싱 신에게 도전하기 위해 주유소를 방문했을 때, 이츠키(타쿠미가 동승)가 그 타이틀을 방어하기 위해 도착하지만, 이어진 경주에서 이츠키는 철저히 망신을 당하고 그의 닛산 실비아를 손상시킨다. 그러나 타케시는 나중에 AE86과의 비공식 경주에서 패배한다. 타케시는 AE86의 주인이 누구인지 묻기 위해 주유소로 돌아온다. 유이치는 분타에게 다시 레이스를 했는지 묻고, 타쿠미가 지난 5년 동안 AE86을 운전했으며 그의 레이싱 기술을 꾸준히 향상시켜 왔다는 것을 알게 된다. 나츠키는 타쿠미와 해변 데이트를 하고 싶어하고, 분타는 그가 아키나에서 경주를 이기면 차를 빌려주고 연료를 채워주기로 동의한다.
타쿠미는 료스케, 이츠키, 그리고 다른 레드선즈와 나이트키즈 앞에서 다운힐 경주에서 타케시를 물리친다. 나츠키와 타쿠미는 해변 데이트를 즐긴다. 타쿠미는 이츠키에게 그가 구입한 트레노를 경주하는 방법을 가르친다. 산 중턱에서 엠퍼러 팀의 이와키 세이지는 그의 미쓰비시 랜서 에볼루션 IV GSR로 그들을 놀리고 타쿠미를 화나게 하여 그가 세이지와 경주하여 물리치고, 세이지는 스핀하여 그의 에보 옆면을 손상시킨다.
타쿠미는 이츠키의 차가 아버지의 차처럼 성능을 발휘하지 못한다는 것을 알게 되고, 료스케는 그 차가 맞춤형으로 튜닝되고 개조되었다고 말한다. 타쿠미는 3주 후에 료스케와 경주하기로 동의하지만, 다운힐 도중 엠퍼러 팀 리더 스도 쿄이치는 그의 미쓰비시 랜서 에볼루션 III RS로 타쿠미를 추월한다. 이어진 경주에서 AE86의 엔진이 고장난다. 료스케는 타쿠미에게 쿄이치에게 도전할 것이며 그의 차 중 하나를 빌려주겠다고 제안하지만 타쿠미는 거절한다. 분타는 타쿠미에게 나츠키가 2주 동안 고향을 방문한다고 말한다. 분타와 유이치는 AE86에 새로운 트윈 캠 20밸브 실버톱 AE101 레이싱 엔진을 장착한다. 타쿠미는 개조된 차에 익숙해지는 데 어려움을 겪지만 분타는 그에게 새로운 메커니즘을 활용하는 방법을 보여준다.
나츠키가 메르세데스 운전자와 러브 호텔에서 나오는 것을 본 후, 이츠키는 타쿠미에게 나츠키가 매춘부라고 말하고, 타쿠미는 화를 내며 그들은 싸운다. 경주 전날 오후 그는 기차 건널목에서 메르세데스에 탄 나츠키를 본다고 생각하지만 그들을 따라잡을 수 없다. 그는 나중에 나츠키에게 전화하고, 나츠키는 오늘 밤 돌아온다고 말하지만 더 이상 서로 만날 수 없다고 말하는 메르세데스 운전자와 함께 있다.
대결에서 료스케는 타쿠미에게 쿄이치를 물리치는 데 협력하자고 제안하지만 타쿠미는 거절한다. 경주 도중 료스케는 쿄이치를 추월하게 한 다음 바짝 뒤따른다. 료스케와 타쿠미는 거터 트릭을 사용하여 쿄이치를 추월한다. 언덕을 올라가는 운전자의 경고 메시지에도 불구하고 쿄이치의 에보 III는 두 대를 추월하려고 하지만 다가오는 차 때문에 길에서 벗어나야 했고 절벽에서 뒤집어져 그의 에보 III는 완전히 망가진다. 료스케는 다섯 개의 헤어핀 커브에서 타쿠미를 추월한다. 분타는 관중들에게 FC의 타이어가 접지력을 잃고 있으며 타쿠미가 상대방이 아닌 자기 자신과 경쟁해야 한다고 설명한다. 타쿠미는 마지막 헤어핀 커브에서 료스케를 추월하여 경주에서 승리한다.
료스케는 타쿠미에게 그의 새로운 레이싱 팀에 합류하라고 제안하지만, 타쿠미는 나츠키를 만나러 간다. 그러나 그는 메르세데스 운전자가 나츠키를 포옹하며 내려주는 것을 본다. 타쿠미와 나츠키는 서로를 보지만 타쿠미는 도망가고, 나츠키는 울면서 바닥에 쓰러진다. 타쿠미는 눈물을 흘리며 운전해 간다. 타쿠미는 이츠키에게 사과 전화를 걸고 료스케에게 전화하여 료스케의 새로운 원정대(프로젝트 D)에 합류하겠다는 제안을 수락한다.

## 출연진
- 주걸륜 - 후지와라 타쿠미 역
- 황추생 - 후지와라 분타 역
- 스즈키 안 - 모기 나츠키 역
- 진관희 - 타카하시 쿄스케 역
- 여문락 - 나카사토 타케시 역
- 두문택 - 타케우치 이츠키 역
- 종진도 - 타치바나 유이치 역
- 진소춘 - 스도 쿄이치 역
- 유경굉 - 이와시로 세이지 역

## 한국판 성우진(KBS) (2006년 9월 23일)
- 양석정 - 타쿠미(주걸륜)
- 유동균 - 료스케(진관희)
- 임진응 - 타케시(여문락)
- 이원준 - 아무(두문택)
- 장광 - 타쿠미의 아버지(황추생)
- 윤병화 - 아무의 아버지(종진도)
- 김지혜 - 나츠키(스즈키 안)
- 김정아 - 미치코(타나카 치에)
- 윤동기 - 세이지(유경굉)
- 김래환 - 쿄이치(진소춘)

### KBS판 스태프
- 녹음 - 박광재
- 편집 - 황인규
- 그래픽 - 권미정
- 번역 - 이덕옥
- 연출 - 이재길
- 우리말제작 - KBS 미디어